# Comune di Bogense
Il comune di Bogense, fino al 1º gennaio 2007 è stato un comune danese situato nella contea di Fionia e nell'isola omonima: il comune aveva una popolazione di 6 448 abitanti (2005) e una superficie di 102 km². Capoluogo era la cittadina di omonima.
Dal 1º gennaio 2007, con l'entrata in vigore della riforma amministrativa, il comune è stato soppresso e accorpato ai comuni di Otterup e Søndersø per dare luogo al neo-costituito comune di Nordfyns compreso nella regione della Danimarca Meridionale (Syddanmark).